# Eintrittskarte

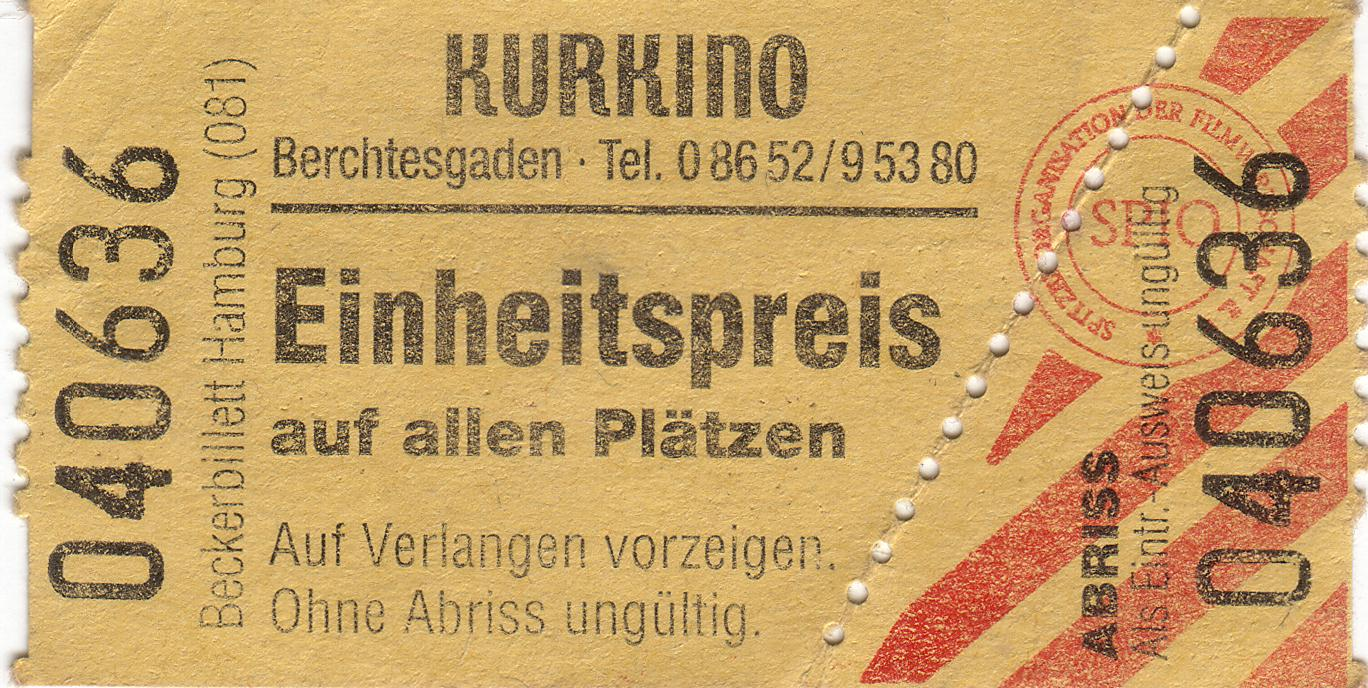
Eintrittskarte (nicht abgerissen) des Berchtesgadener Kurkinos

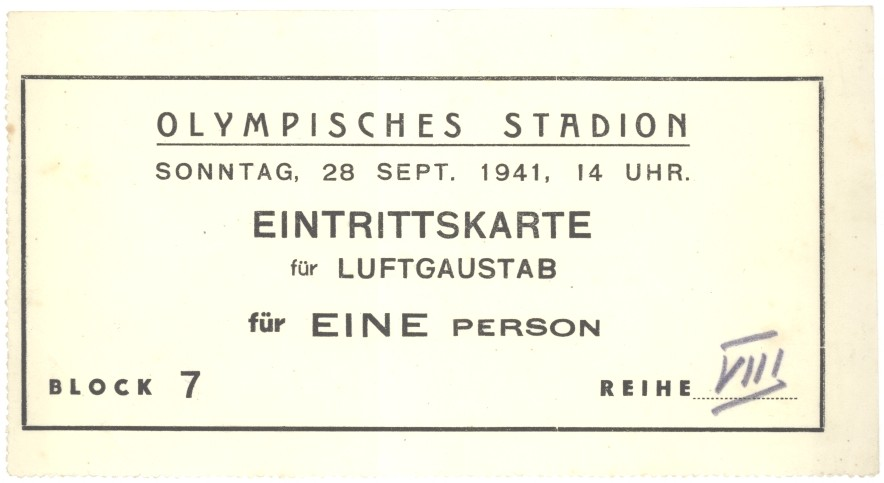
Eintrittskarte aus dem Jahr 1941

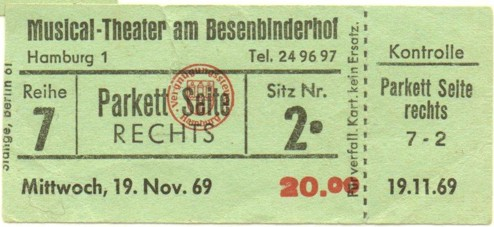
Eintrittskarte zum Musical „Hair“

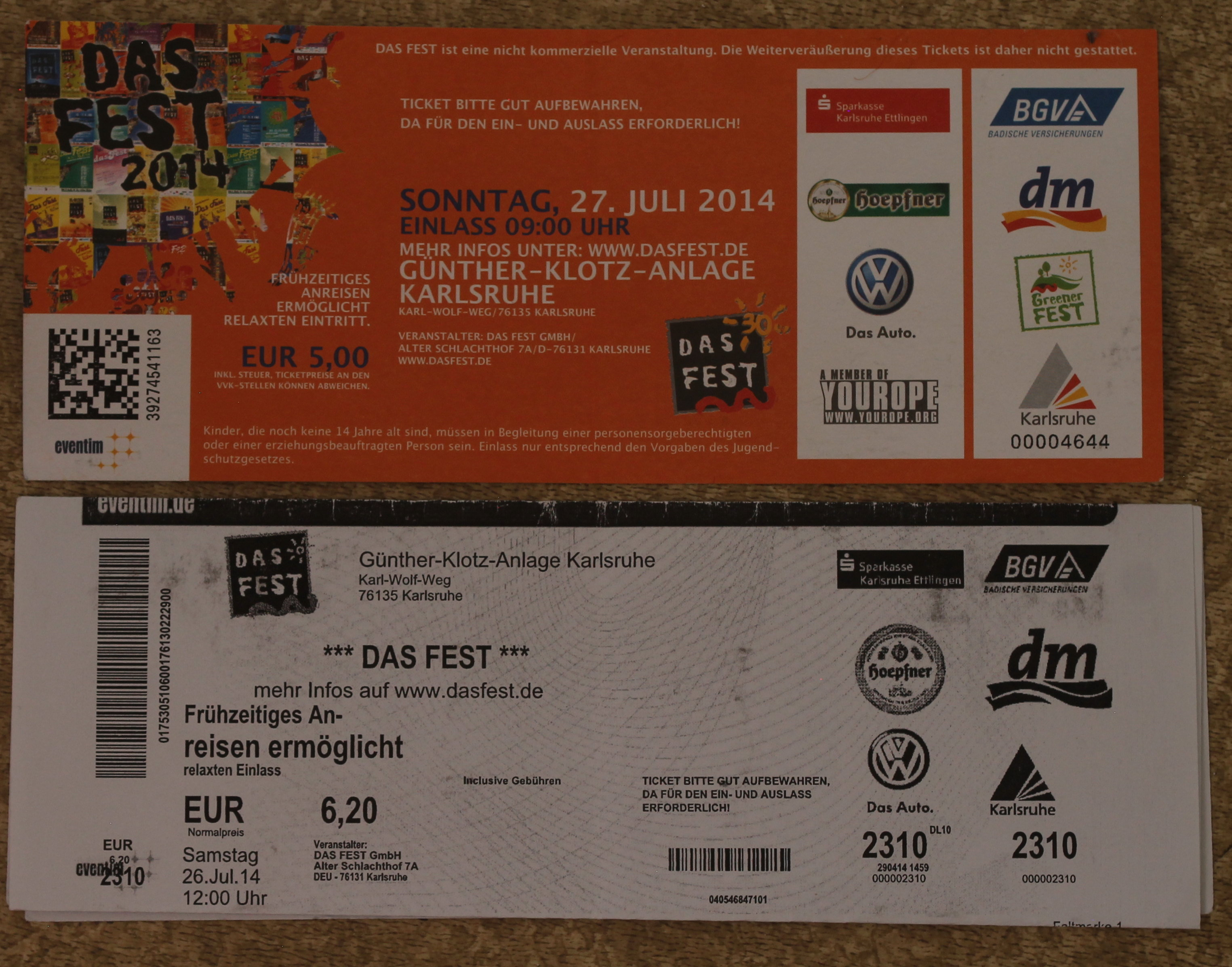
Eintrittskarten für das gleiche Ereignis können verschieden aussehen

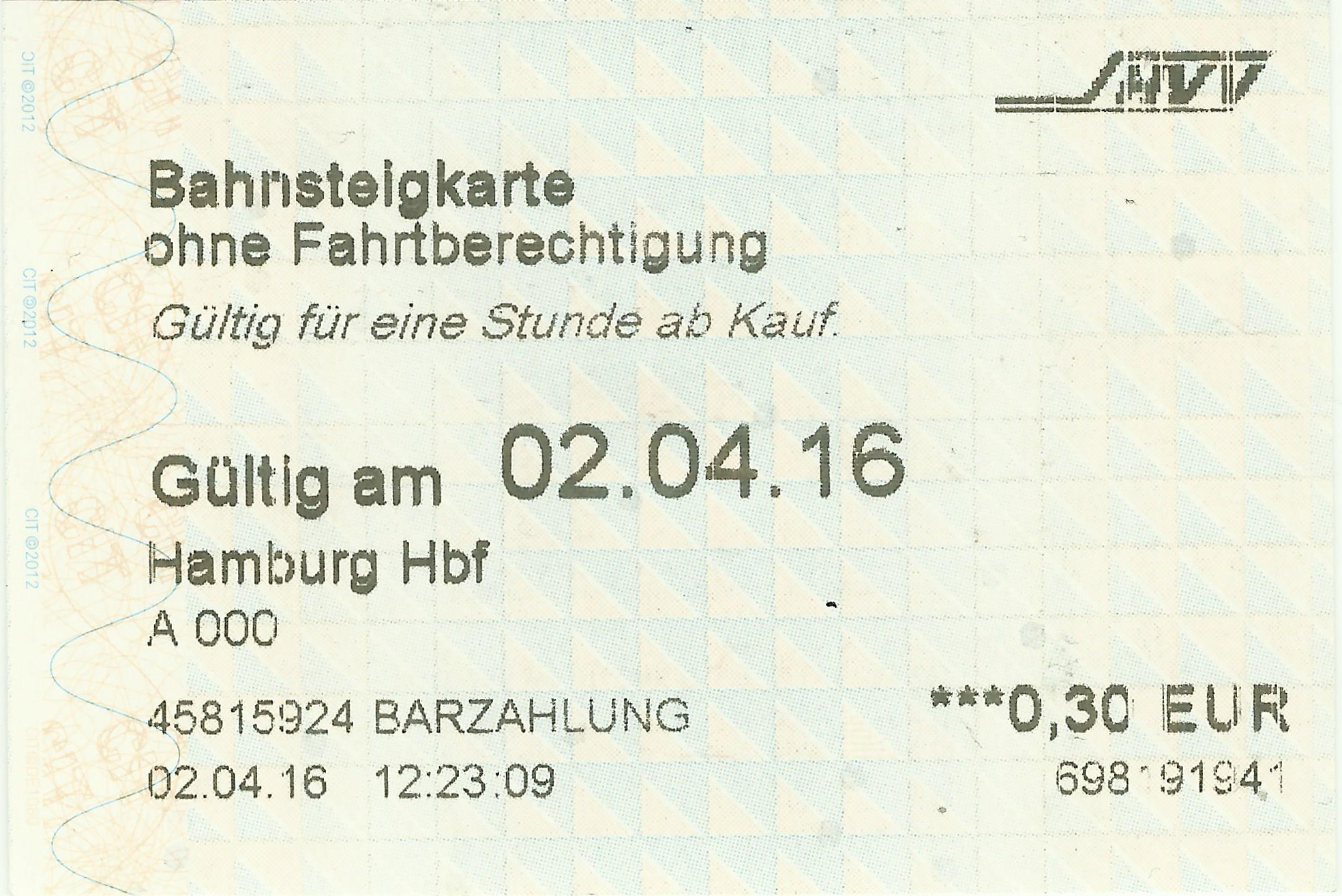
Eine Bahnsteigkarte erlaubt es Passanten Bereiche eines Bahnhofs zu betreten, die ansonsten nur für Reisende mit Fahrkarte zugänglich sind

Eintrittskarten (als Anglizismus auch „Tickets“ genannt; Schweizerdeutsch: Billett [aus französisch billet]) sind Wertzeichen für Veranstaltungen oder Aufführungen, die vom Veranstalter oder Betreiber gegen Zahlung des Eintrittsgeldes ausgestellt werden und den Inhaber berechtigen, an der Veranstaltung oder Aufführung teilzunehmen.

## Allgemeines
Eintrittskarten werden für öffentliche oder private Veranstaltungen ausgestellt. Um öffentliche Veranstaltungen handelt es sich, wenn der Veranstalter dem öffentlichen Recht unterliegt wie Fahrkarten der öffentlichen Verkehrsbetriebe oder Theaterkarten der städtischen Bühnen. Alle übrigen, dem Privatrecht unterliegenden Veranstalter stellen ihre Eintrittskarten für private Veranstaltungen aus.
Die Eintrittskarte gewährt dem Besucher oder Gast einer Veranstaltung den Zutritt und wird im Regelfall beim Einlass kontrolliert und entwertet. Sie enthält Kontrollmerkmale, die bei der Zutrittskontrolle geprüft werden. Der Einlass ist ein Organisationsmittel, um den Zugang der Besucher oder Gäste durch Personal (beispielsweise Türsteher) oder automatische Vereinzelungsanlagen zu kontrollieren.

## Inhalt
Eintrittskarten enthalten als Mindestangaben die Bezeichnung der Veranstaltung oder Dienstleistung, den Interpret oder Künstler, den Eintrittspreis, das Datum oder den Zeitraum der Veranstaltung und die Geltungsdauer, den Ort der Veranstaltung oder räumlichen Geltungsbereich, die Angabe des Sitzplatzes sowie Sicherheitsmerkmale.
Eintrittskarten werden entweder personalisiert oder im Regelfall ohne Namensnennung des Inhabers ausgestellt. Die Eintrittskarten zur Fußball-Weltmeisterschaft 2006 in Deutschland waren beispielsweise an die Namen der Besteller gebunden. Dies sollte sowohl der Vermeidung sogenannter Hooligans dienen als auch das Graumarktgeschäft verhindern und Fälschungen vorbeugen.
Heutige Eintrittskarten besitzen weitere technische Merkmale, z. B. einen Magnetstreifen, einen integrierten Chip (RFID) oder einen maschinenlesbaren Barcode, der beim Einlass von Barcodelesegeräten auf seine Gültigkeit geprüft wird. Sie werden über moderne e-ticketing Verfahren, auch mit Hilfe des Internets hergestellt, verkauft und verbreitet. Viele Anbieter ermöglichen mittels Print at home, Eintrittskarten zu Hause am PC-Drucker auszudrucken.
Neben der Sicherung der Karten wird meistens auch das Veranstaltungsareal gesichert. Beispiele sind Umzäunungen (etwa bei Freiluftkonzerten oder Public Viewing) oder in Gebäuden nur von innen zu öffnende Notausgangstüren. Dies soll verhindern, dass jemand das Areal betreten kann, ohne eine Eintrittsgebühr zu bezahlen.

## Rechtsfragen
Die Eintrittskarte ist ein Dokument für den Vertrag, der zwischen Dienstleister und Karteninhaber geschlossen wird, etwa ein sogenannter Veranstaltungsbesuchsvertrag. Die Verbindlichkeit des Vertrages entsteht dadurch, dass der Veranstalter oder die Vorverkaufsstelle als Stellvertreter des Veranstalters dem Besucher eine Karte übergibt. Dabei ist man sich einig, dass das Eigentum nach § 929 BGB an der Eintrittskarte übergehen soll und dass eine Forderung gegenüber dem Veranstalter besteht auf Lieferung oder Leistung der Veranstaltung.
Eintrittskarten gelten im Wertpapierrecht als Wertzeichen. Wird die vom Aussteller angebotene Leistung nicht sofort in Anspruch genommen (Vorauszahlung im Vorverkauf), verkörpert das Wertzeichen einen Vermögenswert und wird als Zahlungsmittel gegenüber dem Aussteller benutzt, etwa bei der Frankierung eines Briefes mit einer Briefmarke oder durch Vorzeigen beim Betreten einer Veranstaltung.
Lauten Eintrittskarten auf einen bestimmten Namen, kann die Leistung nur von der benannten Person in Anspruch genommen werden. Dagegen gelten nicht personalisierte Eintrittskarten als kleine Inhaberpapiere des § 807 BGB. Bei diesen kann sich der Aussteller durch Leistung an den Inhaber der Eintrittskarte befreien, der jeweilige Inhaber die versprochene Leistung zu fordern berechtigt und der Besitz der Eintrittskarte zur Geltendmachung des Rechts erforderlich ist (§ 793 Abs. 1 BGB). Bei Zugangskontrollen kann dadurch sichergestellt werden, dass nur die auf der Eintrittskarte genannte Person Einlass erhält. Personalisierte Eintrittskarten enthalten den Namen ihres Inhabers oder sonstige individualisierenden Merkmale (etwa QR-Codes) und gelten als qualifizierte Legitimationspapiere. Ihre Übertragbarkeit ist ausgeschlossen, so dass der Aussteller nur der namentlich genannten Person zur Leistung verpflichtet ist, aber durch Leistung an einen anderen Inhaber dennoch von seiner Leistungspflicht befreit ist.
Für nicht personalisierte Eintrittskarten gilt ferner:
- Sie können durch dingliche Einigung und Übergabe auf eine andere Person übertragen werden;
- der Aussteller ist selbst dann zur Leistung verpflichtet, wenn die Eintrittskarte gestohlen worden, verloren gegangen oder sonst ohne seinen Willen in Verkehr gelangt ist;
- der Aussteller kann dem Karteninhaber nur solche Einwendungen entgegensetzen, welche die Gültigkeit der Ausstellung betreffen, sich aus der Eintrittskarte ergeben oder dem Aussteller unmittelbar gegen den Karteninhaber zustehen.

Der Verkauf von Eintrittskarten vor Fußballstadien im Reisegewerbe ist gemäß § 56 Abs. 1 Nr. 1h GewO verboten. Der dennoch hiermit betriebene Handel findet auf dem Schwarzmarkt statt.
Bei der Zutrittskontrolle werden Eintrittskarten entweder entwertet und bleiben in Umlauf (Briefmarken, Fahrkarten), werden dem Inhaber zurückgegeben (Eintrittskarten) oder entwertet und einbehalten (Bordkarte). Die Entwertung verhindert bei häufig stattfindenden Veranstaltungen eine wiederholte Benutzung der Eintrittskarte. 

## Arten
Allgemein wird zwischen Hardtickets und E-Tickets unterschieden. Während Hardtickets ihre analogen Daten auf Papier, Pappe oder Plastik enthalten, bewirkt bei papierlosen E-Tickets die Eingabe eines PIN-Codes die Bestätigung der von der Veranstaltung hinterlegten digitalen Daten.
Eintrittskarten gibt es insbesondere für Kinos, Konzerte, Museen (in einigen Ländern sonntags frei), Musicals, Opern, Schauhöhlen, Schlösser, Sportveranstaltungen, Theater oder Turmrestaurants. Auch Fahrkarten gelten als Eintrittskarten, werden im ÖPNV jedoch meist nicht beim Einstieg in die öffentlichen Verkehrsmittel kontrolliert, sondern von der Fahrkartenkontrolle während der Fahrt stichprobenartig kontrolliert.
Je nach Zweck und Funktion wird unterschieden:

### Abonnementausweis
Hier geht es um eine Eintrittskarte, die zur mehrfachen Nutzung von wiederholt stattfindenden Dienstleistungen oder Veranstaltungen berechtigt, ein sogenanntes Abonnement. Oft erhält der Besucher einen Rabatt gegenüber einer Einzelbuchung der Dienstleistungen. Meist haben Besucher von Veranstaltungen mit einem Abonnementausweis in dem gesamten Abonnement Anrecht auf den Platz, der auf dem Ticket angegeben ist. Im Gegensatz zu einer Dauerkarte berechtigt ein Abonnement nur zu einem Besuch einer bestimmten Anzahl von Veranstaltungen, oder – wie bei Theater- oder Konzertabonnements – von mehreren zuvor genauer bestimmten Aufführungen.

### Auswärtsdauerkarte
Eine Sonderform der Dauerkarte ist die Auswärtsdauerkarte. Während vor allem im Sport die normale Dauerkarte zum Besuch von beliebig vielen Veranstaltungen einer Saison an derselben Spielstätte berechtigt, geben hochklassige Vereine mit vielen reiselustigen Anhängern auch sog. Auswärtsdauerkarten heraus. Hierbei wird für jedes Auswärtsspiel der bevorzugten Mannschaft eine separate Einzelkarte reserviert und ausgehändigt – die Vereinigung auf eine einzige Karte wie bei der Dauerkarte ist aufgrund der unterschiedlichen Einlasssysteme der verschiedenen Spielstätten nicht möglich.

### Backstagekarte
Diese Karte berechtigt neben dem Eintritt zu einer Veranstaltung auch zum Zutritt für den Bereich hinter der Bühne, den sogenannten Backstagebereich.

### Dauerkarte
Die Dauerkarte, veraltet und schweizerisch auch Passepartout, berechtigt den Inhaber, zumeist während einer Saison, beliebig oft sich wiederholende Vorstellungen zu besuchen, die von einem Veranstalter aufgeführt werden, dabei können die Spielstätten abweichen oder in einer einzigen Spielstätte von verschiedenen Veranstaltern organisiert oder aber auch die Kombination gleiche Spielstätte und gleicher Veranstalter. Eine Dauerkarte für Verkehrsmittel ist z. B. eine Zeitkarte.

### Einlasskarte

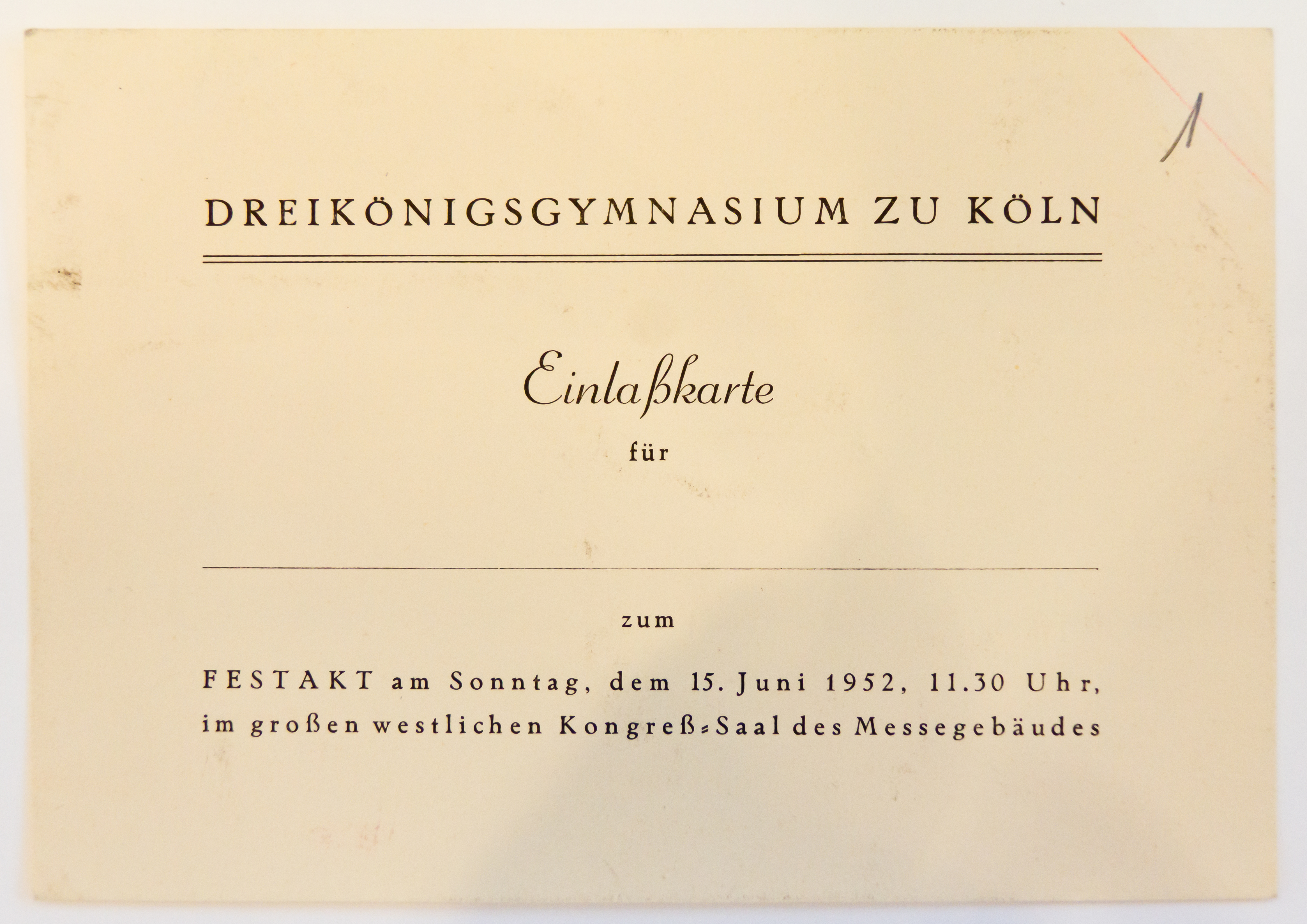
Einlasskarte zum Festakt für die 400-Jahr-Feier des Dreikönigsgymnasiums Köln

In diesem Fall ist auf der Karte meist der Vermerk „freie Platzwahl“ zu finden. Zugleich wird festgehalten, dass die Karte lediglich zum Einlass dient und mit Verlassen des Geländes/Ortes ihre Gültigkeit verliert.

### Einzelkarte
Hierbei handelt es sich um eine Eintrittskarte bzw. eine Einzelfahrkarte, die zum einmaligen Besuch einer häufiger stattfindenden Veranstaltung oder zur einmaligen Nutzung einer Dienstleistung berechtigt (etwa Kinokarte). Nach der Entwertung der Karte oder zum Ende der Nutzungszeit verliert diese ihre Gültigkeit. Wenn auf dem Ticket ein zugewiesener Platz angegeben ist, spricht man von einer Platzkarte. Von zahlreichen Fußballvereinen, aber auch von Kindertheatern, werden für kleine Kinder sogenannte Schoßkarten kostenlos ausgegeben oder zu einem stark verminderten Preis verkauft; diese begründen für das Kind keinen Anspruch auf einen eigenen Sitzplatz. Eine Fahrkarte für eine einzelne Hin- und Rückfahrt ist eine Rückfahrkarte.

### Flugticket
Das Flugticket entspricht einer Einzelfahrkarte und berechtigt den Inhaber, eine Flugreise in Anspruch zu nehmen. Die Bordkarte des Flugverkehrs ist eine Eintrittskarte, die aufgrund eines gültigen Flugtickets am Check-in-Schalter durch die Fluggesellschaft ausgestellt wird und beim Boarding den Passagier zum Einstieg in das Flugzeug berechtigt. Das Flugticket dagegen gilt nicht als Eintrittskarte, sondern dient unter anderem dem Beweis, dass der Flugpreis entrichtet worden ist.

### Freikarte
Eine Freikarte wird kostenlos vom Veranstalter abgegeben, d. h., es werden keine Gebühren und Kosten erhoben. Es kann sich auch um Tickets handeln, die normalerweise gebührenpflichtig sind, aber als Incentives beispielsweise von Arbeitgebern an Arbeitnehmer kostenlos weitergegeben werden.

### Gruppenkarte
Mit einer Gruppenkarte kann eine Personenanzahl, die vorher als Gruppe mit maximaler Personenzahl festgelegt wurde, eine Dienstleistung zum angegebenen Termin in Anspruch nehmen (etwa Gruppenreise).

### Kombiticket
Das Kombiticket besteht aus einer Eintrittskarte mit integrierter Berechtigung zur Nutzung des öffentlichen Nahverkehrs, um die Vorstellung wahrnehmen zu können. In vielen Fällen handelt es sich auch um eine Kombination aus Eintrittskarte und gastronomischer Leistung.

### Mehrfachkarte
Diese Art von Eintrittskarte berechtigt den Inhaber, eine wiederholt angebotene Dienstleistung mehrfach in Anspruch zu nehmen. Im Unterschied zum Abonnementausweis ist hier der Termin nicht genau festgelegt, so dass der Inhaber spontan entscheiden kann, wann er seine Karte nutzt. Des Weiteren ist auf dieser Karte auch aufgedruckt, wie oft sie genutzt werden darf.

### Tageskarte
Die Tageskarte ist eine Variante der Zeitkarte. Sie berechtigt den Inhaber dazu, eine Dienstleistung in Anspruch zu nehmen, die terminlich ganztags auf ein Datum festgelegt ist. Dies richtet sich beispielsweise nach den Öffnungszeiten.

### VIP-Karte

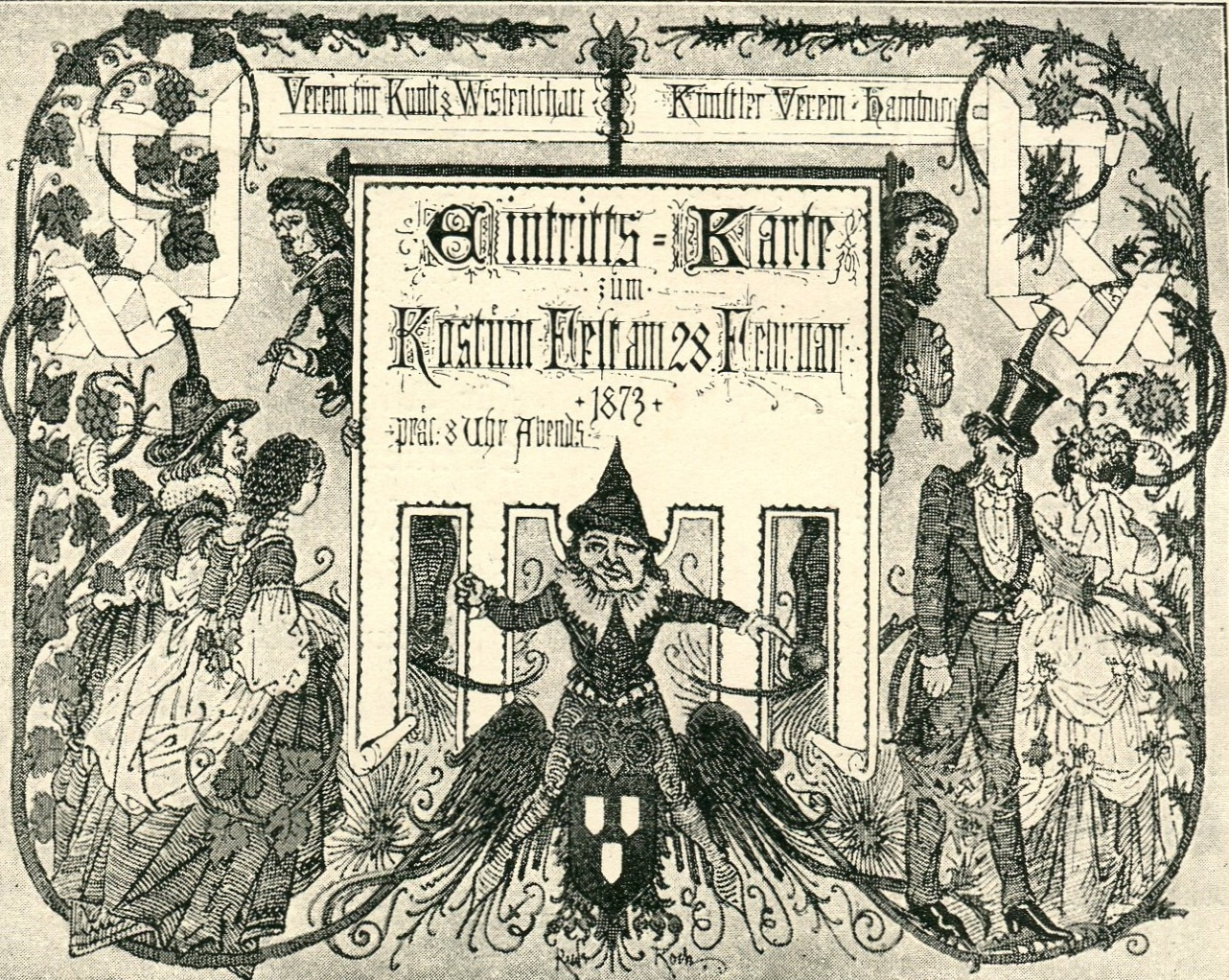
Eintrittskarte für die Mitglieder des Hamburger Vereins für Kunst und Wissenschaft 1873

Die VIP-Karte ist bei Veranstaltungen nur besonderen Gästen vorbehalten. Diese berechtigt den Inhaber zum Zutritt einer gesonderten Fläche, dem sogenannten VIP-Bereich. Bei vielen Veranstaltungen können VIP-Karten von jedem erworben werden, jedoch zu einem viel höheren Preis als normale Eintrittskarten. Manche VIP-Karten enthalten auch Zusatzleistungen wie etwa Gastronomie.

### Zeitkarte
Die Zeitkarte berechtigt den Inhaber, eine Dienstleistung für einen festgelegten Zeitraum beliebig oft in Anspruch zu nehmen. Der Zeitraum variiert je nach Ort und Dienstleistung.

### Sonderfälle
Eintrittskarten zu Hauptversammlungen werden dem Aktionär als Nachweis seines Aktienbesitzes durch Hinterlegung bei einer Verwahrstelle von der Aktiengesellschaft ausgestellt.

## Verkauf
Die Eintrittskarten können entweder an der Tages-/Abendkasse oder im Vorverkauf erworben werden. Für den Vorverkauf werden meist Eintrittskartenvertriebssysteme genutzt und häufig eine Vorverkaufsgebühr erhoben. Externe Anbieter verkaufen Eintrittskarten über Vorverkaufsstellen oder Ticket-Hotlines. Beim Vertrieb über das Internet erfolgt der Verkauf direkt über den Veranstalter, wie Kinoketten, oder über Veranstalter übergreifende Portale.
Zweitticketmarkt
Geht die Nachfrage von Eintrittskarten für besonders begehrte oder ausverkaufte Veranstaltungen über das verfügbare Sitzplatzkontingent hinaus, löst dies in der Regel automatisch einen sogenannten Zweitticketmarkt aus. Dieser Markt ist im Regelfall ein grauer Markt, soweit lediglich die Veranstalter den Weiterverkauf verbieten. Davon betroffen sind insbesondere Fußballvereine und Konzertveranstalter, aber auch Billigfluggesellschaften.
Zunehmend bildet sich eine Eintrittskarten-Weiterverkäufer-Branche heraus (Ticket-Reseller), die sich darauf spezialisiert, Eintrittskarten außerhalb der offiziellen Vertriebswege an die Endkunden weiter zu veräußern. Dies geschieht in der Regel ohne Zustimmung der Veranstalter, die oft in den AGB vermerken, dass Karten, die zu einem Preis über dem Nennwert weiterverkauft werden, ihre Gültigkeit verlieren. Der Erlös beim Ticket-Reselling beträgt den maximal vom Endkunden gebotenen Preis abzüglich des aufgedruckten Nennwerts. Gewinnmargen von mehreren tausend Prozent sind keine Seltenheit. Die größten Handelsplattformen für Ticket-Reselling sind Viagogo, Ticketbis, eBay sowie andere Internet-Kleinanzeigen-Portale.